# We Were Promised Jetpacks
We Were Promised Jetpacks è una band indie rock di Edimburgo, Scozia, formata da Adam Thompson (voce, chitarra), Michael Palmer (chitarra), Sean Smith (basso) e Darren Lackie (batteria).

## Storia
L'album di debutto della band, These Four Walls, è stato pubblicato il 15 giugno 2009 dalla Fat Cat Records. Nell'ottobre del 2011 la band ha commercializzato il suo secondo album, dal titolo In the Pit of the Stomach.

## Influenze
Tra le sue influenze il gruppo cita i Frightened Rabbit e The Twilight Sad, insieme alle prime produzioni di Biffy Clyro.

## Discografia

### Album in studio
- 2009 – These Four Walls
- 2011 – In the Pit of the Stomach
- 2014 – Unravelling
- 2018 – The More I Sleep the Less I Dream
- 2021 – Enjoy the View

### EP
- 2010 – The Last Place You'll Look (Marzo 2010)

### Singoli
- 2009 – Quiet Little Voices/Let's Call This a Map
- 2009 – Roll Up Your Sleeves/Back to the Bare Bones
- 2009 – It's Thunder and It's Lightning/Ships with Holes Will Sink
- 2011 – Medicine/Building Buildings
- 2011 – Human Error/Ink Slowly Dries